# 石川隆俊
石川隆俊（いしかわ たかとし、1939年5月20日-2023年2月3日）は、日本の医学者、評論家、東京大学名誉教授。
東京府福生村生まれ。東京都立西高等学校出身。1968年東京大学医学部卒業、75年医学博士。がん研究所を経て、89年東京大学医学部教授、97年4月〜99年3月医学部長。
2000年定年退官、名誉教授、東京医科大学教授、2002年米国・メリーランド大学医学部客員教授就任と同時にジョンズ・ホプキンス大学ピーボディ音楽院ヴァイオリン科に学ぶ。公益財団法人・喫煙科学研究財団理事長を務めるかたわら、ガン発生のメカニズムを生涯のテーマとしている。性の問題を含め、「熟年の生きがい」や「音楽と脳科学」の研究に積極的に取り組む。

## 著書
- 『なぜヒトだけがいくつになっても異性を求めるのか』かんき出版 2013
- 『東大名誉教授の私が「死ぬまでセックス」をすすめる本当の理由』マキノ出版 2016
- 『ヴァイオリン演奏のための脳神経と筋肉の使い方 中高年からでも弾けるヴァイオリン』せきれい社 2016

## 論文
- 石川隆俊（CiNii）